# Compacte Macintosh

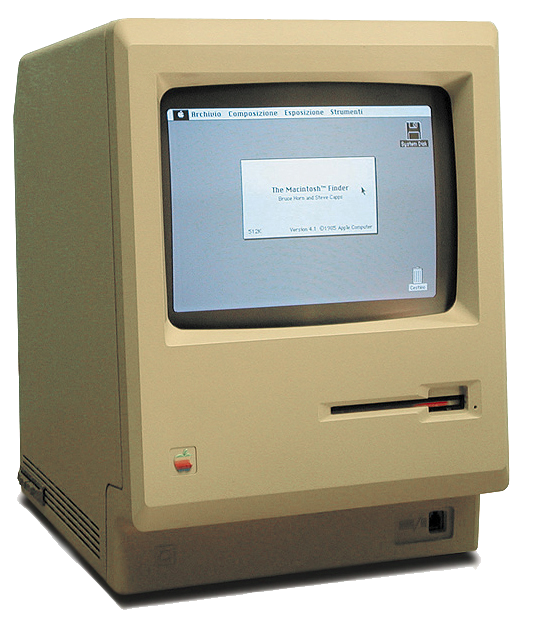
De Macintosh 128K introduceerde de Compacte Macintosh-behuizing

Een Compacte Macintosh is een alles-in-één-computer van Apple met een beeldscherm geïntegreerd in de computerbehuizing, te beginnen met de originele Macintosh 128K tot en met de Color Classic II, die tussen 1984 en 1994 verkocht werden.
Apple verdeelt deze modellen in vijf behuizingen: de Macintosh 128K, Macintosh SE en Macintosh Classic, allemaal met een zwart-witscherm van 9 inch (23 cm), de gemoderniseerde Macintosh Color Classic met een kleurenscherm van 10 inch (25 cm), en de compleet andere Macintosh XL die afgeleid werd van de Apple Lisa.
De grotere Macintosh LC 500-serie, Power Macintosh 5000-serie en de iMac worden niet tot de familie van Compacte Macintoshes gerekend.

## Modellen
| Model                      | Jaren             | Behuizing               | CPU            |
| -------------------------- | ----------------- | ----------------------- | -------------- |
| Macintosh 128K             | 01/1984 - 10/1985 | Macintosh 128K          | Motorola 68000 |
| Macintosh 512K             | 10/1984 - 04/1986 | Macintosh 128K          | Motorola 68000 |
| Macintosh XL               | 01/1985 - 04/1985 | Apple Lisa              | Motorola 68000 |
| Macintosh 512Ke            | 04/1986 - 09/1987 | Macintosh 128K          | Motorola 68000 |
| Macintosh Plus             | 01/1986 - 10/1990 | Macintosh 128K          | Motorola 68000 |
| Macintosh SE               | 03/1987 - 10/1990 | Macintosh SE            | Motorola 68000 |
| Macintosh SE/30            | 01/1989 - 10/1991 | Macintosh SE            | Motorola 68030 |
| Macintosh Classic          | 10/1990 - 09/1992 | Macintosh Classic       | Motorola 68000 |
| Macintosh Classic II       | 10/1991 - 09/1993 | Macintosh Classic       | Motorola 68030 |
| Macintosh Performa 200     | 10/1991 - 10/1993 | Macintosh Classic       | Motorola 68030 |
| Macintosh Color Classic    | 02/1993 - 05/1994 | Macintosh Color Classic | Motorola 68030 |
| Macintosh Performa 250     | 02/1993 - 05/1994 | Macintosh Color Classic | Motorola 68030 |
| Macintosh Color Classic II | 10/1993 - 05/1994 | Macintosh Color Classic | Motorola 68030 |
| Macintosh Performa 275     | 10/1993 - 05/1994 | Macintosh Color Classic | Motorola 68030 |

## Fotogalerij

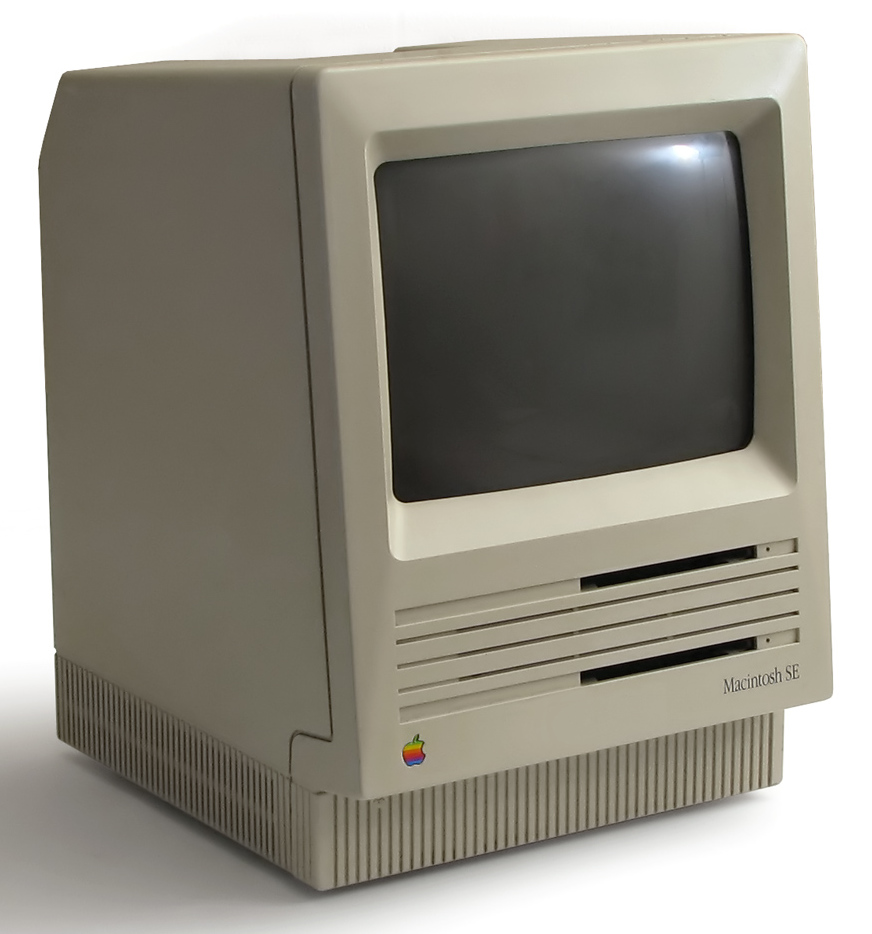
De Macintosh SE
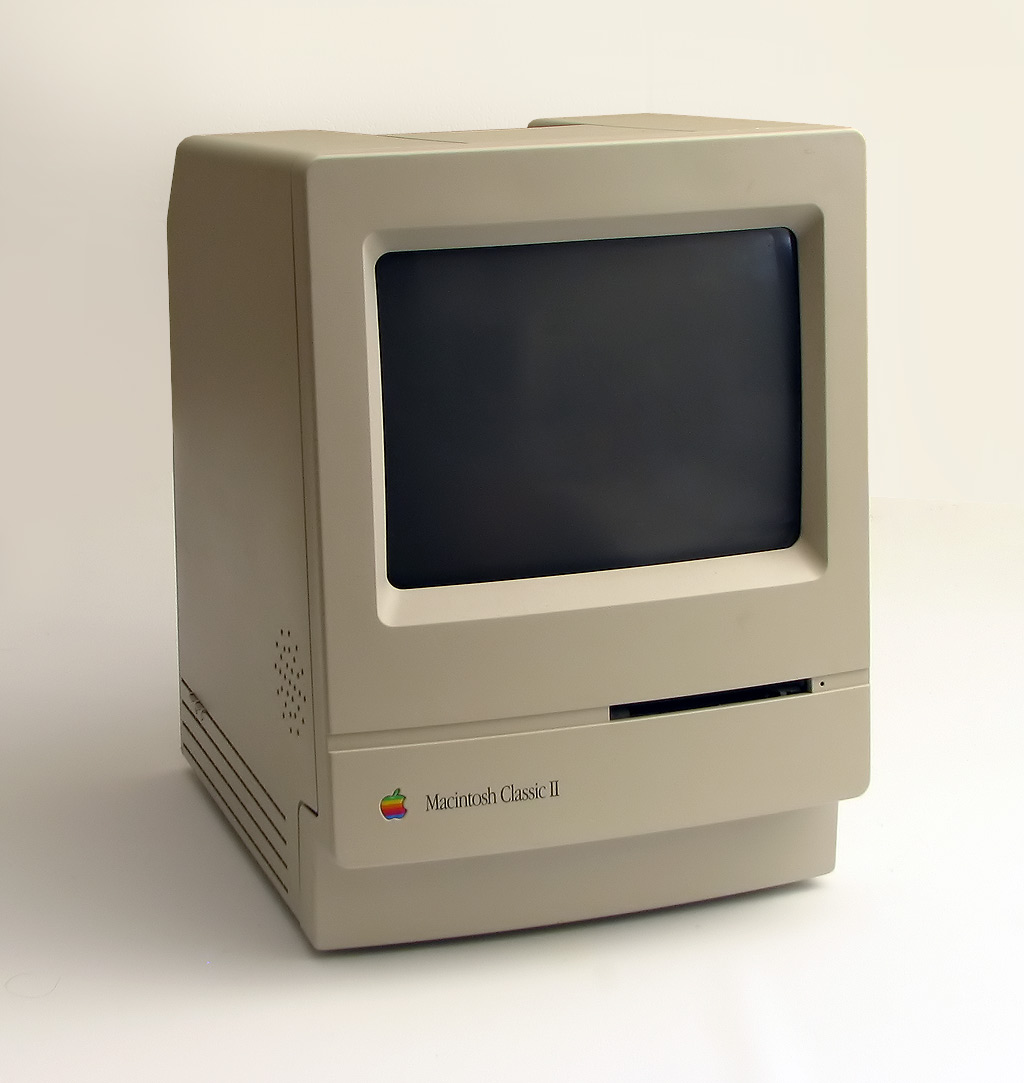
De Macintosh Classic II, een ontwerp uit het begin van de jaren negentig
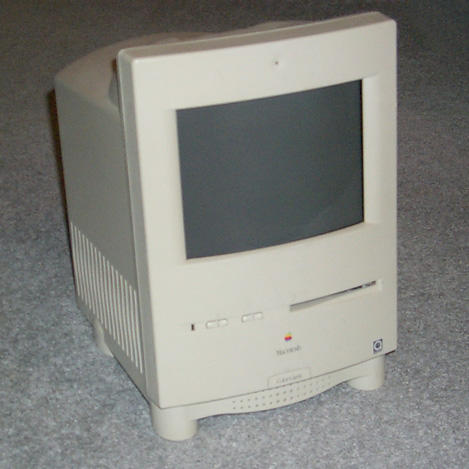
De Macintosh Color Classic met de nieuwe compacte behuizing
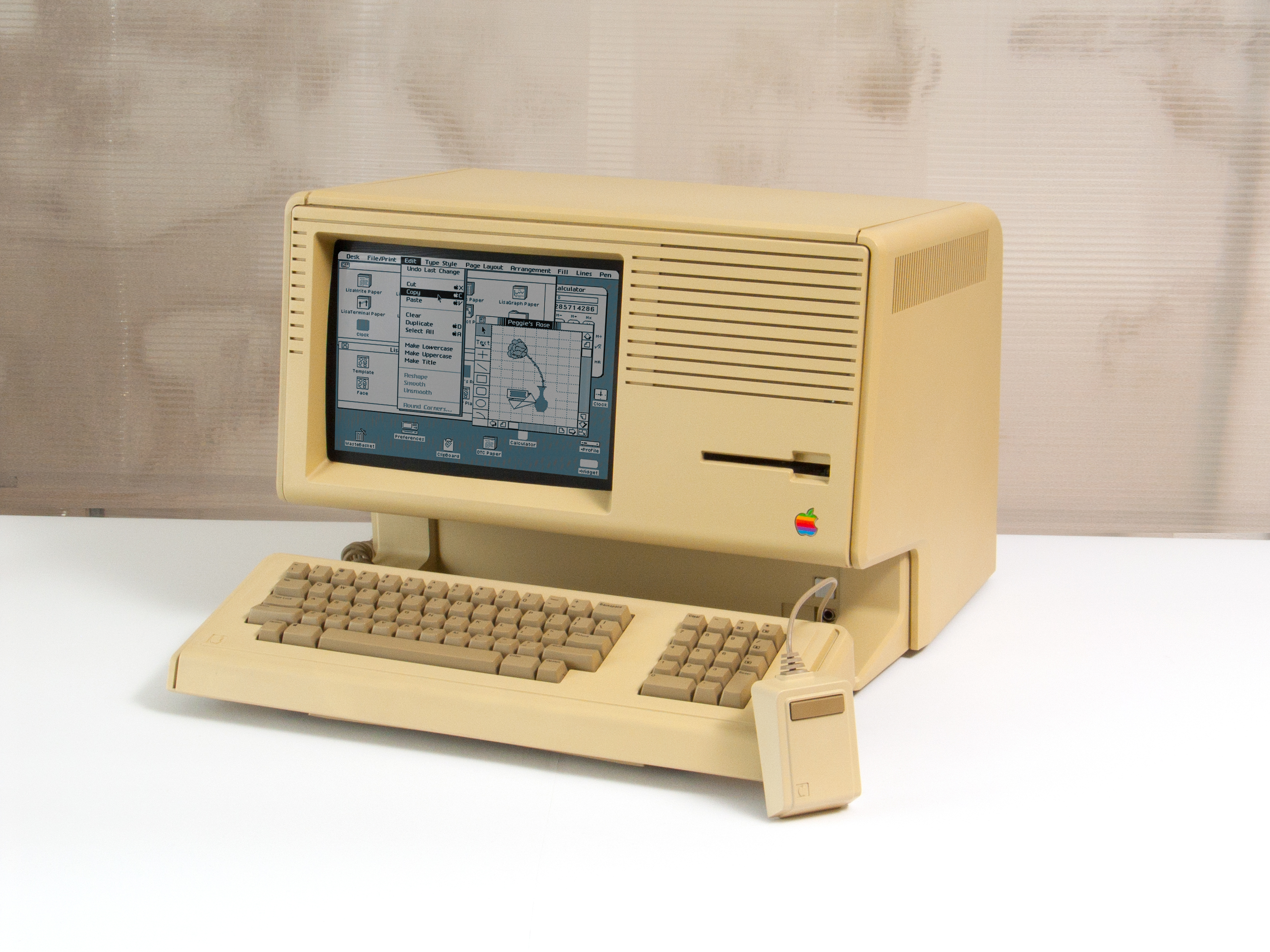
De Macintosh XL op basis van de Apple Lisa

Uit productie: 1984: Macintosh 128K, Macintosh 512K · 1985: Macintosh XL · 1986: Macintosh Plus · 1987: Macintosh II, Macintosh SE · 1988: Macintosh IIx · 1989: Macintosh SE/30, Macintosh IIcx, Macintosh IIci, Macintosh Portable · 1990: Macintosh IIfx, Macintosh Classic, Macintosh IIsi, Macintosh LC serie · 1991: Macintosh Quadra 700, Macintosh Quadra 900, Apple PowerBook · Macintosh Classic II · 1992: Macintosh IIvx, Macintosh Quadra 950, PowerBook Duo, Macintosh Performa serie · 1993: Macintosh Centris serie, Macintosh Color Classic, Macintosh TV · Apple Workgroup Server · 1994: Power Macintosh · 1997: Power Macintosh G3, PowerBook G3, Twentieth Anniversary Macintosh · 1998: iMac · 1999: iBook, Power Mac G4 · 2000: Power Mac G4 Cube · 2001: PowerBook G4 · 2002: eMac, iMac G4 · 2003: Xserve, Power Mac G5 · 2004: iMac G5 · 2005: Mac mini · 2006: MacBook · 2015: MacBook (Retina) · 2017: iMac Pro

Huidige modellen: MacBook Air, MacBook Pro, iMac, Mac mini, Mac Studio, Mac Pro